# Festival du cinéma japonais contemporain Kinotayo 2018
Le Festival du cinéma japonais contemporain Kinotayo 2018, 13e édition du festival, s'est déroulé en décembre 2018 et du 17 au 26 janvier 2019 à Paris, avec des séances délocalisées dans les semaines qui ont suivi.

## Déroulement et faits marquants
Pour cette treizième édition, le festival propose dix films en compétition.
Le 11 février 2019, le palmarès est dévoilé : c'est le film Ne coupez pas ! (カメラを止めるな！, Kamera o tomeru na!) de Shin'ichirō Ueda (ja) qui remporte le Soleil d'or (décerné par le public). Le prix du jury presse est remporté par Love At Least (ja) (生きてるだけで、愛, Ikiteru dake de, ai) de Kosai Sekine (ja) et le prix de la meilleure photographie par Shiori (栞) de Yusuke Sakakibara.

## Jury
- Kristian Feigelson, sociologue
- Juliette Goffart, enseignante et critique de cinéma
- Frédéric Monvoisin, chercheur à l’IRCAV
- Marie Pruvost-Delaspre, maîtresse de conférences en études cinématographiques

## Sélection[3]

### En compétition
- The Chrysanthemum and the Guillotine (ja) (菊とギロチン, Kiku to girochin?) de Takahisa Zeze
- Destiny: The Tale of Kamakura (DESTINY 鎌倉ものがたり, Destiny: Kamakura monogatari?) de Takashi Yamakazi
- Inland Sea (港町, Minatomachi?) de Kazuhiro Soda (ja)
- Yurigokoro (ja) (ユリゴコロ?) de Naoto Kumazawa (ja)
- Shiori (栞?) de Yusuke Sakakibara
- The Last Recipe (ja) (ラストレシピ, Rasuto reshipi?) de Yōjirō Takita
- Love At Least (ja) (生きてるだけで、愛, Ikiteru dake de, ai?) de Kosai Sekine (ja)
- Ne coupez pas ! (カメラを止めるな！, Kamera o tomeru na!?) de Shin'ichirō Ueda (ja)
- Killing (ja) (斬、, Zan?) de Shin'ya Tsukamoto
- A Crimson Star (真っ赤な星, Makkana hoshi?) de Aya Igashi

### Kanata, au-delà du miroir
- Love and Wolbachia (恋とボルバキア, Koi to borubakia?) de Sayaka Ono (ja)
- Besoin d’amour de Ronan Girre

### Hors compétition
- Penguin Highway (ペンギン・ハイウェイ?) de Hiroyasu Ishida
- Miraï, ma petite sœur (未来のミライ, Mirai no Mirai?) de Mamoru Hosoda

## Palmarès
- Soleil d'or : Ne coupez pas !
- Prix du jury presse : Love At Least (ja)
- Prix de la meilleure photographie : Shiori